# Doloclanes serrata
Doloclanes serrata är en nattsländeart som beskrevs av Douglas E. Kimmins 1955. Doloclanes serrata ingår i släktet Doloclanes och familjen stengömmenattsländor. Inga underarter finns listade i Catalogue of Life.